# Donatella Rettore
Donatella Rettore, nota anche solo come Rettore (Castelfranco Veneto, 8 luglio 1955), è una cantautrice e attrice italiana.
In attività sin dai primi anni settanta, nota per il suo stile dissacrante e ironico, fu tra le prime artiste italiane a capire l'importanza dell'immagine, all'avanguardia e aggressiva, e dell'esibizione, adoperata sempre con grande ironia e gusto per la provocazione.

## Biografia

### Prime esperienze
Figlia di una attrice goldoniana, Teresita Pisani (che ha lavorato anche nella compagnia di Cesco Baseggio) e del commerciante Sergio Rettore, a dieci anni mette su il suo primo complessino I Cobra (anche conosciuto come Telly e i Cobra), con il quale si esibisce nelle parrocchie cantando le canzoni di Caterina Caselli e guadagnando cinquecento lire a serata.
Si diploma col massimo dei voti all'istituto tecnico commerciale per periti aziendali corrispondenti in lingue estere. Ragazzina ribelle e insofferente alla disciplina, dopo la maturità decide di trasferirsi a Roma per diventare una cantante. Nel 1973 è la spalla del tour estivo di Lucio Dalla, che la introduce al mondo della musica.

### Gli inizi ufficiali della carriera
Nell'ottobre del 1973 pubblica il suo primo singolo, Quando tu, per la casa discografica Edibi di proprietà delle Edizioni Musicali Bideri, seguito pochi mesi dopo (dicembre) dal secondo, Ti ho preso con me, scritto da Gino Paoli, ma distribuito quasi esclusivamente a scopo promozionale per la stampa e come biglietto da visita per l'imminente Festival di Sanremo 1974. Il 45 giri peraltro risulta tutt'oggi essere il più raro in assoluto di tutta la produzione discografica dell'artista ed è uscito con due copertine differenti: la prima è lo stesso scatto fotografico del precedente singolo Quando tu, nella seconda la rappresentazione di due mani con le manette e sul retro un disegno del volto della cantante.
Nel 1974 debutta al Festival di Sanremo con Capelli sciolti, nuovamente distribuito dalla Edibi, etichetta discografica che dal 1974 viene distribuita dalla RCA Italiana. Il brano passa praticamente inosservato nonostante un'ampia promozione, così come il primo long playing della cantante in cui il pezzo è contenuto, Ogni giorno si cantano canzoni d'amore pubblicato a quasi un anno di distanza dalla partecipazione sanremese. 
Nell'album vengono inseriti anche i primi due singoli e i relativi b-sides. L'artista tenderà comunque a promuovere in TV il b-side del singolo sanremese, Il tango della cantante, ma anche altri brani presenti nel disco come Maria Sole e 17 gennaio '74, sera. Nell'etichetta interna dell'etichetta discografica risulta che l'LP è stato stampato nel dicembre 1974, nonostante verrà distribuito nel febbraio 1975. 
È proprio nel 1974 che la cantante incontra in un locale di Taranto il musicista Claudio Rego (nome d'arte di Claudio Filacchioni). Tra i due, poco dopo, si instaurerà un rapporto sia sentimentale, sia artistico, che durerà per il resto della sua carriera.
Nel 1976, dopo essere passata alla Produttori Associati, pubblica un 45 giri intitolato Lailolà, che riscuote un enorme successo commerciale in molti paesi europei, su tutti Germania e Svizzera, con oltre cinquecentomila copie vendute.
Nel 1977 torna al Festival di Sanremo dove presenta Carmela, in cui si produce in una provocatoria performance lanciando caramelle al pubblico in sala proprio nel momento in cui il verso della canzone recita "Carmela regalava caramelle colorate, ma erano caramelle avvelenate". 
Nello stesso anno pubblica il suo secondo album, intitolato Donatella Rettore, arrangiato dal maestro Natale Massara. L'album, come il precedente, non ottiene molto successo e presenta uno stile cantautoriale impegnato, con brani quali Gabriele (dedicata a Gabriele D'Annunzio), Il patriarca (dove si attacca il modello tradizionale della famiglia patriarcale), Caro preside (in cui si accenna al tema della pedofilia e delle molestie sessuali sul luogo di lavoro), È morto un artista (molto probabilmente dedicata a Luigi Tenco) e l'autobiografica Nel viale della scuola è sempre autunno (riproposta diciassette anni più tardi nell'album Incantesimi notturni in una versione riarrangiata e ricantata).
Sempre nel 1977 alla cantautrice viene proposto di recitare in teatro nella commedia sexy vietata ai minori, I lussuriosi, accanto alla cantante Giovanna Nocetti, Lucio Carano, Gabriele Villa, Viviana Larice ed altri attori, ma per motivi di salute Rettore dà forfait.

### La rinascita artistica come "Rettore"
Il 1978 è l'anno della svolta: Donatella Rettore passa dalla Produttori Associati alla Ariston e abbandona il proprio nome di battesimo, decidendo di farsi chiamare semplicemente Rettore. Visibilmente dimagrita, cambia anche il suo look e il genere di proposta musicale, più improntata al rock e al pop, con qualche concessione alle sonorità della disco tipiche dell'epoca. Il singolo che apre questo nuovo corso è Eroe (che in seguito dichiarerà essere uno dei suoi brani preferiti). Banco di prova del suo nuovo "personaggio", è la trasmissione Secondo me di Antenna 3 Lombardia, dove è co-conduttrice.
L'anno seguente, nel 1979, con la hit Splendido splendente e l'album Brivido divino, Rettore raggiunge la popolarità e il successo commerciale anche in Italia. In quella stagione estiva, partecipa al tour nelle città italiane del Rally Canoro di Corrado, proponendo le canzoni del nuovo album (pubblicato in tutta Europa), la cui prima edizione è costituita da una copertina apribile, formata da triangoli di cartone, su cui sono riprodotti i testi, e da un vinile colorato con tonalità accese di rosso scarlatto e rosso arancio. Le prime 1000 copie del singolo usciranno in vinile blu e per le radio, a scopo promozionale, verrà pubblicato un maxi-singolo in vinile giallo limone.
In anticipo sulla generazione MTV, in questo periodo inizia anche a realizzare videoclip audaci ispirati alla scuola inglese del glam, con un'attitudine punk ed un gusto tutto italiano per lo stile.

### Gli anni ottanta

Rettore ospite del ritiro precampionato dell' nell'estate 1985, tra i calciatori Zenga, Collovati e Altobelli

Nel 1980 pubblica il singolo Kobra, dal testo a doppio senso ironico e ammiccante, che ottiene il secondo posto al Festivalbar. Il relativo album Magnifico delirio (che contiene anche un'altra canzone-scandalo, Benvenuto, di cui vengono censurati due versi, portando così alla realizzazione di due versioni, una esplicita e una epurata) supera il successo dell'LP precedente. L'album si ricorda anche per una confezione molto audace e innovativa per i tempi, pubblicato con una grata colorata in plastica in tre colori differenti, giallo, verde e rosso, inserita sotto al cellophane della copertina, e due piccoli adesivi prismatici al posto degli occhi.
Sempre nel 1980 la cantautrice avrebbe dovuto esordire come attrice nel film La ragazza che portava fortuna, ma all'ultimo momento qualcosa fa saltare il progetto. Conferma il fatto l'uscita della ristampa del libro omonimo di Gino Pesavento da cui avrebbe dovuto essere tratto il film, sul quale l'artista appare in copertina.
Nell'estate del 1981 Rettore spopola con Donatella, uno dei pochi esempi di ska italiano, che le permette di aggiudicarsi la vittoria assoluta al Festivalbar. L'album Estasi clamorosa le vale un nuovo disco d'oro e contiene anche l'intensa Remember, la prima delle tre canzoni scritte da Elton John e dal suo entourage (nonché uno dei pochi casi in cui la cantautrice veneta si cimenta come pura interprete, cantando in lingua inglese). Tra i brani dell'album, da segnalare il pezzo di apertura, Diva, e la ballad progressive Meteora, una specie di premessa alla più tarda Dea, in cui Donatella analizza lucidamente e con ironia i delicati equilibri sottesi al proprio status di star all'apice del successo, ma in costante pericolo di caduta libera. In questo periodo scrive anche il brano Assassina per Loretta Goggi che la cantante romana include nell'album Il mio prossimo amore.
Nel 1982 Rettore si conferma una delle artiste più popolari del periodo con Kamikaze Rock 'n' Roll Suicide, un vero e proprio concept album, ispirato alla cultura giapponese antica e moderna e incentrato sull'idea del suicidio per onore, che vende tre milioni di copie in Europa e Giappone. 
Il singolo Lamette è un altro dei suoi brani cult (nel 2006 sarebbe stato utilizzato all'interno della colonna sonora del film Notte prima degli esami e lodato anche da Patrick Wolf.) Tra gli altri brani promossi alla radio e in TV vi sono Karakiri, Oblio e la title track Kamikaze Rock 'n' Roll Suicide. Chiude il disco la ballad Giulietta, in cui l'idea del suicidio supera i confini della cultura giapponese e viene universalizzata attraverso il noto personaggio di William Shakespeare. Visto lo strepitoso successo di Kamikaze Rock 'n' Roll Suicide in terra d'oltralpe, viene prodotto un videoclip esclusivo per la Francia. Anche in quest'album il packaging è molto peculiare: i titoli delle canzoni, nel retro copertina appaiono scritti sia in italiano che in ideogrammi giapponesi. All'interno, oltre alla busta contenente i testi dei brani, c'è un gadget: un foglio di cartoncino da piegare che, trasformandosi in pop-up, riproduce in versione bidimensionale la copertina.
Sempre nel 1982 Donatella è protagonista del film Cicciabomba, dove interpreta Miris Bigolin. La pellicola, che in origine doveva chiamarsi Grassezza fa bellezza, è la storia di una ragazza sovrappeso alle prese con diete ed umiliazioni. Al film partecipano anche Anita Ekberg e Paola Borboni ma ottiene scarso successo. Fa da colonna sonora al film il nuovo singolo This time, brano in inglese, scritto da Richard Kerr e Gary Osborne (dell'entourage di Elton John), con l'ironico lato b, intitolato M'è scoppiata la testa. Entrambi i pezzi vengono inseriti nella prima raccolta ufficiale intitolata Super-rock Rettore - Le sue più belle canzoni, che include tutti i più grandi successi incisi per la Ariston tra il 1978 e il 1982.
All'apice del successo, Rettore abbandona la Ariston, firmando un importante contratto con la CGD. In questo periodo prosegue la storica rivalità con un'altra star della canzone italiana, Loredana Bertè, inizialmente amica di Donatella, che porterà anche a un lungo contenzioso legale.
Nel 1983 pubblica l'album Far West, un altro concept album, anticipato dalla hit estiva Io ho te, mentre Sweetheart on Parade, che chiude il disco, è il terzo brano composto per lei dall'entourage di Elton John. L'album, che avrebbe dovuto costituire la colonna sonora di un musical che alla fine non vide mai la luce, non riscuoterà tuttavia il successo dei precedenti. La copertina del disco ritrae l'artista assieme a Umberto Marzotto dentro a un flipper.
Nello stesso anno incide Peace on Earth/Little Drummer Boy insieme alla sua ispiratrice giovanile, ora sua produttrice alla CGD, Caterina Caselli. Il brano viene incluso nella compilation Natale con i tuoi e successivamente ristampato in CD e digitale.
Alla fine del 1983 il settimanale Tv Sorrisi e Canzoni stila una classifica degli artisti che hanno venduto più 45 giri nei dieci anni precedenti, e Rettore è settima assoluta, ma, tra le donne, preceduta solamente da Mina.
Dopo un anno sabbatico, in cui scrive un brano per Iva Zanicchi, Nonostante me, contenuto nell'album Quando arriverà, e collabora assieme all'inseparabile Claudio Rego al look e al sound di Tiziana Rivale, vincitrice del Festival di Sanremo 1983, nel 1985 realizza in Germania l'album Danceteria, ispirato nel titolo dalla nota discoteca newyorkese, da cui viene estratto il singolo Femme fatale. 
Per la promozione televisiva del disco viene girato un video del brano Giù dal nero ciel, ambientato nella metropolitana di Milano, mentre il video per Stringimi più forte viene utilizzato come sigla di coda del programma musicale Hit Parade. L'album, di discreto successo di vendite (arriverà alla posizione numero #19 in classifica), contiene oltre a quelli in italiano due incisi in lingua inglese: la ballad I.O.U. e il brano italo disco Diamonds, Clubs and Spades, sigla televisiva della trasmissione calcistica Il processo del lunedì condotta da Aldo Biscardi, per la quale viene realizzato un videoclip altamente tecnologico.

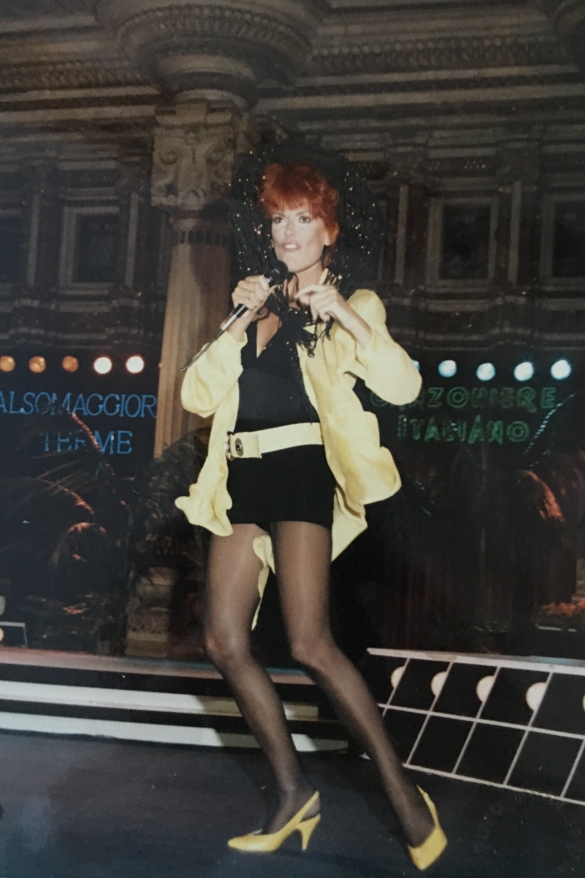
Rettore in concerto a Salsomaggiore Terme nel 1987

Dopo il semi-deludente periodo alla CGD, nel 1986 Rettore partecipa, su imposizione della sua nuova casa discografica, la Dischi Ricordi, al Festival di Sanremo 1986 con Amore stella.
Il brano (scritto dalla coppia di autori Guido Morra/Maurizio Fabrizio, già autori per Riccardo Fogli e Miguel Bosé) era destinato in un primo momento alla cantante Viola Valentino.
L'artista avrebbe dovuto duettare a Sanremo presentando in coppia con Dalida un pezzo scritto da Lucio Dalla e intitolato L'altra, ma il progetto muore sul nascere. Pertanto Rettore tenta di convincere la Ricordi a proporre il brano Dea, scritto in coppia con Claudio Rego con reminiscenze r'n'b e jazz, il cui testo, naturale proseguimento di quello di Meteora del 1981, è una lucida auto-analisi sul suo percorso artistico. Il brano, apparso in seguito come b-side del singolo, fu scartato dalla casa discografica che le impone Amore stella, modificandone l'arrangiamento originale con l'aggiunta di inserimenti tipici di una ballad rock-melodica. Donatella dichiara di non apprezzare affatto il brano presentato, giudicato troppo melodico e stilisticamente distante dai suoi registri abituali. Molti anni dopo, dirà anche che Amore stella le ha addirittura portato sfortuna, associandola alla morte del padre, avvenuta proprio in quel periodo, da cui la decisione di non ricantarla più dal vivo. Al singolo non farà seguito nessun album e la collaborazione con la Ricordi si conclude subito dopo la pubblicazione del 45 giri.
Nel 1987 è chiamata da Giuni Russo ad incidere in duetto Adrenalina, composta dalla cantante palermitana assieme a Maria Antonietta Sisini, che diventa uno dei successi dell'estate.
Nel 1988 conduce per il secondo anno consecutivo il programma radiofonico Musica: ieri e oggi, in onda su Radio Stereo 2, e pubblica l'album Rettoressa per la piccola etichetta Lupus, uno dei suoi dischi meno pubblicizzati, in cui è presente il brano Una stella che cade, dedicato alla scomparsa del padre, avvenuta l'anno precedente. Dall'album, il primo pubblicato anche in formato CD, non vengono estratti singoli. Come brano promozionale viene scelta la traccia di apertura Addio mia bella Napoli, a dispetto di brani forse più commerciali come È una buona idea (nel cui testo viene citata Mina) e La cosa si fa. Il brano Noi siamo forti punto e... sarà utilizzato come sigla del varietà Troppo forti condotto da Mara Venier su Rai 1.
Nello stesso anno, è la madrina del Fantafestival, manifestazione di cortometraggi e film horror proiettati a Roma, all'interno del Teatro Cinema Capranica Capranichetta, e recita nel cortometraggio Il collezionista.
Il 1989 vede l'uscita nei negozi della sua seconda raccolta di successi, Ossigenata, compilation realizzata per la Fonit Cetra, contenente, per problemi di diritti d'autore, soltanto brani tratti dal catalogo Ariston pubblicati nel periodo 1978-1982, più Amore stella (Dischi Ricordi) e due inediti: Sogno americano e Zan zan zan, quest'ultimo col supporto tecnico dei Tubi forti, il team di produzione di Frank Nemola, Ricky Rinaldi e Gaudi, pubblicati su singolo, rispettivamente come lato A e come lato B. Nello stesso anno, Rettore partecipa come attrice alla realizzazione del film Kinski Paganini.

### Anni novanta
Nel 1990 sfuma la pubblicazione dell'album Diavoleria e il brano inedito Un angelo dal cielo, scritto da Enrico Riccardi, viene scartato dalle commissioni selezionatrici del Festival di Sanremo. Il brano verrà inciso l'anno seguente da Viola Valentino. 
Nel 1991 recita a teatro in Omicidio a mezzanotte, spettacolo di Ron e Joni Pacie, tradotto e adattato da Enrico Maria Lamanna. Recita anche nel cult movie italiano Strepitosamente... flop.
Il 10 gennaio 1992 esce per la BMG l'album Son Rettore e canto, di cui vengono promossi i brani Gianni, pubblicato anche come singolo promo per le radio, e Le nuove favole non fanno così bene al cuore. Vengono realizzati i relativi videoclip di entrambi i singoli. Altro brano dell'album è la ballad Gattivissima, che avrebbe dovuto dare il titolo all'intero album, prima che l'idea venisse bocciata dalla nuova etichetta. Nello stesso anno, reinterpreta la canzone Bad Girl, colonna sonora del film Cattive ragazze diretto da Marina Ripa di Meana.

Rettore mentre esegue Di notte specialmente nella serata finale del Festival di Sanremo 1994

Ma è solo nel 1994 che Rettore torna alla grande visibilità, con Di notte specialmente, brano appartenente al suo filone romantico, presentato al Festival di Sanremo 1994. Nonostante la canzone non vada oltre la metà della graduatoria sanremese, il singolo giunge fino alla posizione numero nove della classifica, e anche l'album Incantesimi notturni, uscito per la piccola etichetta ROS Records, ottiene un discreto riscontro, superando le cinquantamila copie vendute. L'album è stato ristampato in seguito anche con il titolo Di notte specialmente.
Il singolo viene anche incluso nella compilation Supersanremo '94, #5 in hit parade e #42 nella classifica degli album più venduti dell'anno.
Nel 1996 ripropone i brani più importanti della sua carriera nel CD Concert, che include anche due inediti: la scatenata Fax e il lento Lasciamo vivere gli abeti, coloriamo le suore.
Negli anni successivi, Rettore è costantemente in tour nelle piazze e discoteche di tutta Italia, ma i rapporti con il mondo dell'industria discografica si complicano, e la sua popolarità ne risente fortemente, nonostante il cosiddetto zoccolo duro di fans sembri non abbandonarla.
Nel 1999 scrive e interpreta il brano Sulle Spine, destinato alla commedia teatrale dal titolo omonimo che vede protagonisti gli attori Urbano Barberini e Sergio Falastro. Lo spettacolo si rivela un inaspettato successo, al punto da permetterne continue repliche fino al 2012. La canzone risulta inedita tutt'oggi.

### Anni duemila
Nel 2002 le viene dedicato un disco tributo, Tutti pazzi per Rettore, attribuito all'ensemble dal nome ClonAzioni, il cui titolo doveva essere originariamente Da Diva a Dea, su etichetta Edel Music, in cui vengono rielaborati in chiave moderna e contemporanea classici del repertorio di Rettore, a cui hanno partecipato tra gli altri Andy dei Bluvertigo, L.U. dei Soerba, Alessandro Orlando Graziano che assieme a Domiziano Cristopharo (dietro lo pseudonimo di XTO) e Stefano Pais è anche l'ideatore del progetto, H.E.R. (Erma Castriota), Enrico Sognato e Carla Boni.
Sempre nel 2002 esce un cd singolo promozionale a tiratura limitata, contenente l'inedito Lupi e i remakes di Finché si è giovani e Il ponte dei sospiri: tale supporto è allegato al n.124 della rivista Work Dogs, distribuita per il solo circuito delle edicole.
Nel 2003, dopo quasi dieci anni di silenzio discografico interrotti soltanto dal live del 1996, pubblica per la NAR l'EP Bastardo contenente 4 brani, in cui conferma uno stile sempre all'avanguardia, aperto alle tendenze più stravaganti, coerentemente espresso con rime ai confini della realtà e pervaso dalla solita ironia scanzonata e tagliente, con gli inediti costituiti dalla title track Bastardo, in due differenti versioni, Cambio e la cover Vento nel vento di Lucio Battisti). 
Il singolo, pur senza promozione radiofonica e televisiva, riesce a sfiorare la soglia delle trentamila copie vendute.
Contemporaneamente, TV Sorrisi e Canzoni presenta in allegato un nuovo CD antologico della cantante, SupeRettore, che definitivamente consolida la sua figura di culto.
Nel 2004 torna all'attenzione del grande pubblico grazie alla partecipazione al Grande Fratello, dove assieme ai concorrenti ripropone la sua Kobra in una puntata che vede il picco di ascolto proprio durante il suo passaggio e supera gli ascolti del Festival di Sanremo, e soprattutto con la partecipazione in estate ad un altro reality Mediaset, La fattoria. Nella scheda di presentazione a lei dedicata è stato calcolato che in tutta la sua carriera Rettore abbia venduto, in Italia e all'estero, oltre venti milioni di dischi.
Il 16 settembre 2005, esce l'album Figurine, comprendente sette brani inediti, la cover Quanto t'amo e quattro brani storici riarrangiati. L'album viene pubblicato da un'etichetta indipendente (la Novunque, con distribuzione Self) ed è anticipato dal singolo Konkiglia, contenente anche un nuovo remix di Splendido splendente, prodotto da Bottin e divenuto poi sigla del programma HitListItalia+ su MTV. Per l'occasione, contemporaneamente all'uscita dell'album, Rettore celebra il matrimonio col compagno di sempre, Claudio Rego, coautore storico di gran parte della sua produzione. Il lavoro non ottiene, però, il successo sperato e la cantautrice entra in causa col management per la mancata promozione dell'album.
Il disco verrà "rispolverato" come release digitale solo nel marzo del 2024.
Nel 2006 l'artista Antonello Morsillo le dedica un'intera mostra di opere che la vedono protagonista, dal titolo Immaginata, prima a Roma e poi a Milano. Rettore partecipa ad entrambe le inaugurazioni.
Nell'inverno del 2007, collabora con il gruppo romano dei Surgery, che registrano una cover di Lamette.
Il 12 luglio 2008, nel corso del Gran Galà dello Sport e della TV svoltosi ad Alghero, le è stato consegnato il premio alla carriera Grand Prix Corallo - Città di Alghero.
Il 19 settembre 2008 dalla collaborazione congiunta di Sony BMG e Rai Trade nasce Stralunata, un cofanetto composto da due CD che ripercorrono in trentasei brani l'intera carriera di Rettore, un DVD con le sue più significative apparizioni TV in RAI e Mediaset e un piccolo libretto fotografico ricco di ritratti inediti. Il cofanetto è rimasto nella top 20 dei DVD più venduti per sei settimane, esordendo alla seconda posizione.
Il 21 giugno 2009 allo stadio San Siro di Milano, in occasione del concerto live benefico Amiche per l'Abruzzo (organizzato da Laura Pausini), Rettore si esibisce in un medley in cui ripropone i brani Kobra e Lamette.
Il 25 luglio dello stesso anno, riceve un premio alla carriera ai Venice Music Awards, a trent'anni di distanza dal suo primo grande successo italiano. Sempre nel 2009, partecipa alla realizzazione del video della cover di Syria di Io ho te, storico successo dalla stessa Rettore.

### Anni duemiladieci
Nel 2010 partecipa alla manifestazione O' Scià insieme a Claudio Baglioni. Il 10 maggio 2011 esce il suo tredicesimo album di inediti, Caduta massi, anticipato dal singolo L'onda del mar, che nella sua settimana di esordio raggiunge la ventiseiesima posizione della classifica FIMI.
Il 20 novembre 2012 l'uscita del singolo Natale sottovoce anticipa la pubblicazione della raccolta-strenna The Best of the Beast, in cui l'artista ripropone in chiave moderna alcuni dei suoi migliori brani. Il 10 maggio 2013 è di nuovo negli store digitali con Ciao ciao, cover in italiano della canzone di Petula Clark Downtown.
L'8 maggio 2015 Le Donatella pubblicano il singolo Donatella, prodotto dai DJ Tommy Vee e Mauro Ferrucci, cover dell'omonimo brano del 1981 di Rettore, la quale dimostra di apprezzare il progetto prendendo lei stessa parte alla realizzazione del singolo.
Nel marzo 2016 è in concorso come attrice al festival Cortinametraggio con il corto #Romeo, per la regia di Marcello Di Noto. La coppia Rettore-Rego ne firma le musiche e il brano omonimo. Dal 22 settembre 2017 prende parte come concorrente alla settima edizione del programma Tale e quale show su Rai 1, cimentandosi nell'imitazione di Caterina Caselli in L'uomo d'oro, di Patty Pravo in Qui e là e di Gabriella Ferri nel brano Sempre. Costretta a ritirarsi dopo sole tre puntate a causa problemi di salute, è stata sostituita dal comico Dario Bandiera. In occasione della Amazon Vinyl Week (dal 23 ottobre 2017) la Nar International pubblica per la prima volta in vinile bianco a tiratura limitata in mille copie numerate distribuite Artist First l'album The Best of the Beast. Tutte le copie sono autografate di persona dall’artista. Nel giorno di pubblicazione risulta il disco più venduto su Amazon e nella classifica settimanale FIMI raggiunge direttamente il primo posto nella sezione vinili.
Nel 2019 è una dei coach/giudici della trasmissione di Rai 1 Ora o mai più, abbinata alla cantautrice Donatella Milani. Le continue polemiche fra le due artiste, che sfoceranno nel rifiuto da parte di Rettore di cantare insieme all'allieva, contribuiranno al decollo degli ascolti del programma, che si rivelerà un grande successo. L'esperienza di Ora o mai più si rivela anche l'occasione per un riavvicinamento con la collega Marcella Bella, con la quale Rettore aveva avuto un acceso diverbio durante il Festival di Sanremo 1986. Marcella invita Rettore a partecipare al concerto per i suoi cinquanta anni di carriera, tenutosi il 15 aprile 2019 al Teatro Brancaccio di Roma, per duettare nel brano L'ultima poesia e, insieme anche a Silvia Salemi, ne L'emozione non ha voce. La serata, che riscuote lusinghieri consensi, è stata immortalata su DVD e 2CD 50 anni di Bella Musica, editi Azzurra Music.
Il 20 settembre 2019, in occasione dei quarant'anni dall'uscita di Splendido splendente, viene pubblicato il singolo Splendido splendente (40TH Anniversary Remixes) su etichetta JE Just Entertainment, che contiene sette remix del brano realizzati dalla Relight Orchestra (Robert Eno e Mark Lanzetta) in collaborazione con Sergio Cerruti, Joe Vinyle Sandro Tommasi e Didascalis feat. Andy G.

### Anni duemilaventi
Il 20 luglio 2020, esce la ristampa in vinile di Incantesimi notturni, album pubblicato nel 1994 solo in compact disc e musicassetta. Il disco, che contiene Di notte specialmente, è stampato in vinile nero, vinile colorato (blu trasparente) e picture disc (tiratura limitata e numerata sul retro copertina).
Nel 2021 la cantante è ospite al Festival di Sanremo nella serata delle cover, affiancando il gruppo La Rappresentante di Lista sulle note di Splendido Splendente. A marzo del 2021, tramite i propri canali social, annuncia un tour teatrale che prenderà avvio nel mese di ottobre dello stesso anno dal titolo Rettore Rockopera.
A ventott'anni dalla sua ultima partecipazione come concorrente, nel 2022 Rettore torna in gara al Festival di Sanremo, in coppia con Ditonellapiaga con il brano Chimica. Le due artiste si classificheranno sedicesime, mentre il brano arriverà al nono posto nella classifica Top Singoli FIMI, aggiudicandosi dopo poche settimane il disco di platino, e totalizzando oltre 10 milioni di visualizzazioni del relativo video su YouTube. Il 4 marzo 2022 Rettore inizia un tour di concerti in diversi teatri d'Italia; nello stesso mese, viene pubblicata la sua sesta raccolta ufficiale, intitolata Insistentemente Rettore!.
Il 10 giugno 2022, ha pubblicato su tutte le piattaforme digitali un nuovo singolo in coppia con Tancredi, ex concorrente di Amici 20, dal titolo Faccio da me, con il quale, sempre in coppia con Tancredi, ha partecipato alle principali manifestazioni canore estive. Il brano diventa uno dei pezzi più trasmessi dell'estate 2022, con oltre un milione di visualizzazioni del video su YouTube, e oltre 3 milioni di streaming.
Nel mese di ottobre 2022, viene pubblicata dalla Rizzoli la prima autobiografia, Dadauffa - Memorie agitate, nella quale Rettore ripercorre momenti salienti di un'intera vita dedicata alla musica, ricordando l'infanzia, l'amore, la malattia, la depressione. 
Il 27 aprile del 2023, l'università IULM di Milano conferisce a Rettore il Master universitario ad honorem in "Management delle Risorse Artistiche e Culturali", unica cantautrice italiana ad essere stata insignita di un riconoscimento così prestigioso.
Nell'estate dello stesso anno, la cantautrice partecipa al nuovo brano della band Legno: Spettacolare.
Al Festival di Sanremo 2024, Rettore partecipa alla serate delle cover, affiancando il gruppo La Sad in una cover di Lamette. Il 24 maggio 2024 pubblica il nuovo singolo estivo Il senso del pericolo che anticipa l’uscita di un album di inediti. Il 15 novembre esce Thelma & Louise, con la partecipazione di Beatrice Quinta.
Il 19 novembre 2024 svela sui social media che il suo nuovo album di inediti, Antidiva putiferio, uscirà il 10 gennaio 2025. L'album include i due singoli pubblicati nel 2024 ed anche Chimica e Faccio da me. È il primo album della cantante in oltre dieci anni, ed anche il primo pubblicato per la Warner Music Italia.
A inizio 2025 viene richiamata a fare la maestra a Ora o mai più, show musicale di Rai 1.

## Discografia
- 1975 – Ogni giorno si cantano canzoni d'amore
- 1977 – Donatella Rettore
- 1979 – Brivido divino
- 1980 – Magnifico delirio
- 1981 – Estasi clamorosa
- 1982 – Kamikaze Rock 'n' Roll Suicide
- 1983 – Far West
- 1985 – Danceteria
- 1988 – Rettoressa
- 1992 – Son Rettore e canto
- 1994 – Incantesimi notturni
- 2005 – Figurine
- 2011 – Caduta massi
- 2025 - Antidiva putiferio

## Tournée
- 1979 – Brivido divino tour
- 1980 – Magnifico delirio tour
- 1981 – Estasi clamorosa tour
- 1982 – Kamikaze rock'n'roll suicide tour
- 1983 – Far west tour
- 1985 – Danceteria tour
- 1988 – Rettoressa tour
- 1989 – Ossigenata tour
- 1990 – Rettore tour
- 1991 – Rettore tour
- 1992 – Son Rettore e canto tour
- 1993 – Rettore tour
- 1994 – Incantesimi notturni tour
- 1995 – Locura tour
- 1995 – Rettore tour
- 1995 – Rettore tour
- 1997 – Concert tour
- 1998 – Rettore tour
- 1999 – Rettore tour
- 2000 – Rettore tour
- 2001 – Rettore tour
- 2003 – Bastardo tour
- 2005 – Figurine tour
- 2007 – MixxRettore tour
- 2008 – Stralunata tour
- 2009 – 30 anni da leone tour
- 2010-2012 – Caduta Massi tour
- 2013 – Ciao Ciao tour
- 2014 – Rewind tour
- 2015 – Rettore is back tour
- 2016 – Emozionata sempre tour
- 2017 – On rage tour
- 2018 – Rettore tour 2018
- 2019 – Rettore e il suo complesso
- 2021 – Summer Tour
- 2022 – Tour teatrale
- 2022 – Last But Not Least Tour
- 2023 – Dadauffa Tour
- 2024 – Brilla Summer Tour
- 2025 – Putiferio Tour

## Partecipazioni a manifestazioni canore

### Festival di Sanremo
- 1974 – Capelli sciolti (27ª classificata) non finalista
- 1977 – Carmela (11ª classificata)
- 1986 – Amore stella (13ª classificata)
- 1994 – Di notte specialmente (10ª classificata)
- 2021 – Splendido splendente (11ª classificata) ospite della serata cover con La Rappresentante di Lista
- 2022 – Chimica con Ditonellapiaga (16ª classificata)
- 2024 – Lamette (28ª classificata) ospite della serata cover con i La Sad

### Festivalbar
- Festivalbar 1979 – con Splendido splendente (premio rivelazione dell'anno)
- Festivalbar 1980 – con Kobra (prima tra le cantanti donne, seconda nella classifica generale)
- Festivalbar 1981 – con Donatella (vincitrice)
- Festivalbar 1982 – con Lamette
- Festivalbar 1983 – con Io ho te (premio speciale)
- Festivalbar 1985 – con Femme fatale
- Festivalbar 1988 – con Addio mia bella Napoli
- Festivalbar 1989 – con Zan Zan Zan (premio speciale)

### Azzurro
- 1982 – Kamikaze rock'n'roll suicide (ospite)
- 1983 – Io ho te/This Time (capitano squadra Pantera arancio, 3ª classificata)

### Premiatissima
- 1982 – This Time/Splendido splendente/Kobra/Kamikaze rock ‘n’ roll suicide/Remember (capitano squadra Fortuna, 2ª classificata)
- 1985 – Stringimi più forte (ospite)

### Ma l'amore sì
- 1996 – Parlami d'amore Mariù

### Festival della canzone regina
- 1996 – Kobra/L'estate sta finendo/Amor mio/Grande grande grande

### Un Disco per l'estate
- 1980 – Kobra
- 1981 – Donatella
- 1982 – Lamette
- 1985 – Femme Fatale
- 1987 – Adrenalina (duetto con Giuni Russo)

### Il Canzoniere dell'anno
- 1992 – Le nuove favole non fanno così bene al cuore

### Il Canzoniere dell'Estate
- 1992 – Le nuove favole non fanno così bene al cuore

### La notte vola
- 2001 – Kobra (Vincitrice nel sondaggio web)

### Vela d'oro
- 1980 – Kobra
- 1982 – This Time
- 1983 – Rodeo/Sweetheart on parade

### Vota la voce
- 1979 – Splendido splendente
- 1980 – Kobra
- 1981 – Donatella

### Festival Show
- 2006 – Lamette/Konchiglia
- 2011 – Donatella/Callo/Lamette/L'onda del mar/lamette katana
- 2013 – Ciao ciao

### Arena Suzuki '60 '70 '80
- 2021 – Splendido splendente e Kobra

### Battiti live
- 2022 – Faccio da me e Medley

### Radio Bruno estate
- 2022 – Faccio da me

### Tim Summer Hits
- 2022 – Faccio da me e Medley

### L'anno che verrà
- 2021 – Medley e Splendido splendente
- 2022 – Medley e Faccio da me
- 2023 – Medley e Io ho te
- 2024 – Medley e Disco prosecco

## Filmografia

### Cinema
- Cicciabomba, regia di Umberto Lenzi (1982)
- Kinski Paganini, regia di Klaus Kinski (1989)
- Strepitosamente... flop, regia di Pierfrancesco Campanella (1991)

### Televisione
- Aeroporto internazionale, regia di Enzo Tarquini e Paolo Poeti – serie TV (Rai 1, 1985), episodio Sala Vip

### Cortometraggi
- Il collezionista, regia di Max Zaccariello (1988)
- Sono bello, regia di Bush (2006)
- #Romeo, regia di Marcello Di Noto (2016)

### Film e serie TV in cui sono presenti le sue canzoni
- (1982) Cicciabomba, regia di Umberto Lenzi (M'e scoppiata la testa, This time, Canta sempre, Il mimo, Le mani)
- (2003) American cousins, regia di Don Coutts (Lailola)
- (2006) Notte prima degli esami, regia di Fausto Brizzi (Lamette)
- (2010) Tutti pazzi per amore, seconda stagione episodio Ascolta il tuo cuore, regia di Riccardo Milani e Laura Muscardin (Lamette)
- (2012) Tutti pazzi per amore, terza stagione episodio Domenica 18 dicembre, regia di Riccardo Milani e Laura Muscardin (Kobra)
- (2014) Più buio di mezzanotte, regia di Sebastiano Riso (Amore stella)
- (2014) Morte a Buenos aires, regia di Natalia Meta (Splendido splendente)
- (2015) Io e lei, regia di Maria Sole Tognazzi (Splendido splendente)
- (2018) Benedetta follia, regia di Carlo Verdone (Splendido Splendente)
- (2018) Se son rose, regia di Leonardo Pieraccioni (Donatella)
- (2019) Cosa fai a Capodanno?, regia di Filippo Bologna (Kobra)
- (2019) Genitori quasi perfetti, regia di Laura Chiossone (Kobra)
- (2019) Vita segreta di Maria Capasso, regia di Salvatore Piscicelli (Splendido Splendente)
- (2020) Suburra - La serie, terza stagione episodio La festa, regia di Arnaldo Catinari (Splendido splendente remix religh orchestra)
- (2022) Bang Bang Baby, (Karakiri)
- (2024) Supersex, (Kobra)

## Programmi televisivi
- Secondo me (Antenna 3 Lombardia, 1978-79) Co-conduttrice
- Illusione, musica, balletto e altro (Rai 1, 1982) Ospite fisso
- Un giorno d'estate (Rai 1, 1988) Co-conduttrice
- La notte vola (Canale 5, 2001) Concorrente
- La fattoria (Italia 1, 2004) Concorrente
- Tale e quale show 7 (Rai 1, 2017) Concorrente
- Ora o mai più (Rai 1, 2019, 2025) Giurata e Coach
- Drag Race Italia (Real Time, 2021) Giudice ospite
- Name That Tune - Indovina la canzone – Concorrente (TV8, 2021 e 2023)

## Libri
- Dadauffa. Memorie agitate, Milano, Rizzoli, 2022

## Premi e riconoscimenti
- 1978: "Premio nazionale del paroliere"
- 1979: "Miglior rivelazione" al premio Vota la voce
- 1979: "Miglior rivelazione" al premio Festivalbar
- 1980: "Miglior cantante femminile" al premio Vota la voce
- 1980: Disco d'oro per l'album Magnifico delirio
- 1980: Premio Onda Musica '80 sezione solisti
- 1981: Primo posto al Festivalbar con Donatella
- 1981: Disco di platino per l'album Estasi clamorosa
- 1982: Disco d'oro per l'album Kamikaze rock'n'roll suicide
- 1982: Doppio disco d'oro per il 45 giri francese Kamikaze rock'n'roll suicide
- 1982: "Premio Rosa del Tirreno" per This Time
- 1983: "Premio Rosa del Tirreno" per Io ho te
- 1983: Premio al Festivalbar
- 1985: "Miglior copertina" per l'album Danceteria
- 1988: "Master 88" Premio alla carriera
- 1989: Premio – Festivalbar
- 1990: Premio Leone d'oro
- 1991: "Premio Personalità Europea"
- 1994: "Premio Grammy italiano" per Di notte specialmente
- 1994: Disco d'oro per l'album Incantesimi notturni
- 2001: Vincitrice nel sondaggio web della trasmissione La notte vola con Kobra
- 2003: "Premio Rino Gaetano" per Bastardo
- 2008: "Grand Prix Corallo – Città di Alghero" Premio alla carriera
- 2008-2009: "Venice Music Awards" Premio Regione Veneto alla carriera
- 2016: "Wilde Vip European Award" (nomination)
- 2022: "Premio SIAE-Roma Videoclip Rivelazione" per il videoclip di Chimica
- 2022: Disco di platino per il singolo Chimica
- 2022: Premio A.F.I. alla carriera
- 2023: Disco d'oro per il singolo Splendido splendente
- 2023: Master Honoris Causa Università I.U.L.M. di Milano
- 2024: Disco d'oro per il singolo Kobra